# Abe Duque
Abe Duque (* 1968 in Ecuador, eigentlich: Carlos Abraham Duque Alcivar) ist ein US-amerikanischer Techno-DJ und Musikproduzent. Er trat auch unter dem Pseudonym Kirlian auf.

## Leben
Er kam als Zweijähriger zusammen mit seinen Eltern nach New York City. Als junger Keyboarder begleitete er dann Gottesdienste und wirkte in der Band Program 2 mit, auch betätigte er sich als Hobby-DJ. 1989 erschien dann seine erste Single Running Man bei Panter Records. Es folgten Produktionen für die Labels Tension, Disko B und Oval. In New York City wurde er Teil des DJ-Kollektivs Rancho Relaxo Allstars und legte regelmäßig im Club The Limelight auf. Seit 2002 veröffentlicht er auf seinem eigenen Label Abe Duque Records. Für DJ Hell produzierte er das 2003er Album N.Y.Muscle.

## Diskografie (Auswahl)

### Alben
- 1996: Kirlian – Chicken Wings & Beef Fried Rice (Disko B)
- 1997: Kirlian – Pleasure Yourself (Disko B)
- 2001: Abe Duque – De Todas Partes (Disko B)
- 2005: Abe Duque – So Underground It Hurts (Abe Duque Records)
- 2009: Abe Duque – Don´t Be So Mean (Process)
- 2010: Abe Duque – Live And On Acid (History)
- 2013: Abe Duque – Rules for the Modern DJ (Abe Duque Records)

### Singles & EPs
- 1993: Kirlian – The Angel Of Death (Death Records)
- 1994: Kirlian – Tales From The Gamma Quadrant (Tension Records)
- 1995: Kirlian – Porzellangasse Grooves Pt. 1 (Sähkö Recordings)
- 1998: Kirlian – Uninspired (Disko B)
- 2007: Abe Duque – Trying To Stay Underground (Abe Duque Records)
- 2008: Abe Duque – Don´t Be So Mean (Abe Duque Records)
- 2009: Abe Duque – Following My Heart (Abe Duque Records)
- 2010: Abe Duque feat. Blake Baxter – What Happened? (Process)